# Automatgevär m/42
6,5 mm automatgevär m/42 (militärförkortning: 6,5 mm ag m/42), internationellt känd som AG-42 Ljungman, var ett svenskt automatgevär i kaliber 6,5 × 55 mm utvecklad av Ljungmans verkstäder under starten av andra världskriget. Vapnet antogs av svenska armén och kom att tillverkades i ca 32 000 exemplar av Carl Gustafs stads gevärsfaktori i Eskilstuna.
Efter kriget licenstillverkades vapnet även utomlands av bland annat egyptiska staten och vapentillverkaren "Danska Industrisyndikatet, Compagnie Madsen" i Köpenhamn.

## Teknisk beskrivning
Kalibern är 6,5 × 55 mm och magasinkapaciteten är 10 patroner. Vapnet fungerar enligt principen vipplås med gasuttag.

## Varianter
-  6,5 mm automatgevär m/42

6,5 mm ag m/42 – Standardvariant utvecklad under tidigt 40-tal.
-  6,5 mm automatgevär m/42B

6,5 mm ag m/42B – 6,5 mm ag m/42 visade sig ha en del barnsjukdomar. bl.a. hade man stora problem med trasiga utdragare, och korrosion i gasröret. Vidare visade det sig att det var lätt att oavsiktligt komma åt magasinsspärren så magasinet föll ur (vilket är fatalt då soldaterna aldrig utrustades med fler magasin, utan man laddade vapnet med laddramar uppifrån). Det visade sig också att det var svårt att manövrera kåpan då de små rillorna inte gav fäste nog för fingrarna.  Dessa problem, och ett antal andra, åtgärdades med början 1953 vilket skapade en ny variant med beteckningen 6,5 mm ag m/42B.
Följande ändringar infördes:
- Nytt rostfritt gasrör
- Bättre magasinslåsning (dubbelsidig)
- Ny läskstång (liknande den till G m/38 då den tidigare tvådelade ofta gick sönder)
- Förändringar på siktet
- Kåpan förändrades så att den blev lättare att greppa
- Förbättrad rekylfjäder
- Förbättrad utdragare
- En gummibuffert monterades på kåpan för att tomhylsorna inte skulle skadas vid utkastningen

6,5 mm ag m/42B kan externt skiljas från ursprungsvarianten genom de två bulorna och hylsbuffeteren som nitats fast på kåpan.
-  6,5 mm automatkarbin fm/56

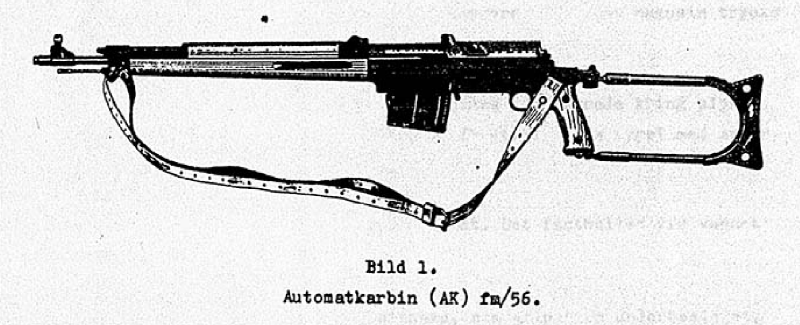
6,5 mm automatkarbin fm/56

6,5 mm ak fm/56 (försöksmodell 1956) – Under 1950-talet blev det aktuellt för försvarsmakten att ersätta ag m/42B med ett modernare vapen av automatkarbintyp. En konstruktör hos Carl Gustafs stads gevärsfaktori vid namn Eric Wallberg konstruerade därmed ett försöksvapen baserat på faktoriets ag m/42, sedermera betecknad "automatkarbin fm/56", vilken hade nerkortad pipa, pistolgrepp och fällbart axelstöd likt det hos kulsprutepistol m/45, men var utöver dessa förändringar i stor sett funktionellt oförändrad från ag m/42. Eftersom vapnet fortfarande matade från ett fast 10-skottsmagasin som fylldes på med laddram, ansågs det förlegat jämte dåtidens utländska vapen och antogs ej.
-  6,5 mm automatkarbin fm/57

6,5 mm ak fm/57 (försöksmodell 1957) – När ak fm/56 inte antogs på grund av dess magasinkonstruktion konstruerade Eric Wallberg en reviderad variant som använde utbytbara 20-skottsmagasin, betecknad "automatkarbin fm/57". Försvarsmakten utförde tester med fm/57 fram till 1959, varvid den ej ansågs fylla kraven för tillförlitlighet och avvisades. Försvarets utprovning gick vidare till utländska vapentyper och efter erfarenheter från Sveriges FN-insatts i kongokrisen 1960 var det inte längre aktuellt med en halvautomatisk automatkarbin, varför försvarsmakten riktade in sig på att anskaffa en automatkarbin som även kunde avgiva helautomatisk eld.
-  7,62 mm automatkarbin fm/57-60

7,62 mm ak fm/57-60 (försöksmodell 1957, utförande 1960) – Under slutet av 1950-talet riktade försvarsmakten in sig på att övergå till patronen 7,62 × 51 mm NATO från den svenska patronen 6,5 × 55 mm (6,5 mm patron m/94). Trots patronens avsevärt sämre ballistiska prestanda jämfört med den svenska patronen ansågs det nödvändigt att tillgodose ammunitionstillförsel från allierade vid händelse av krig. Av detta skäl modifierades ett antal fm/57-vapen till 7,62 NATO för att utprova den nya patronen, betecknad "7,62 mm automatkarbin fm/57-60".
-  7,62 mm inskjutningsvapen 5110

Efter att 6,5 mm ag m/42 utgått ur aktiv tjänst modifierades en del av dem till 7,62 mm inskjutningsgevär 5110. Dessa monterades på 9 cm pansarvärnspjäs 1110 för att fungera som avståndsmätare. Kalibern ändrades till 7,62 mm NATO och projektilbanan justerades för att sammanfalla med projektilbanan för pansarvärnspjäs 1110. Skytten hade en omställare så han kunde välja att avfyra pjäsen eller inskjutningsvapnet. Först avfyrades inskjutningsvapnet och när detta träffade fiendevagnen (med eller utan sikteskorrigering), slog skytten om omställaren och avfyrade pjäsen. Då de båda hade samma kulbana träffade pansarvärnspjäsen förhoppningsvis efter inskjutningen.
-  7,92 mm Hakim 54 (حكيم 54)

Under namnet Hakim 54 (arabiska: حكيم 54, ungefär "kloke eller vise 54") kom Egypten att licenstillverka ag m/42 kamrad i patronen 7,92 × 57 mm under en tid. Den primära skillnaden mellan en ag m/42 och en Hakim förutom kalibern var att man kunde reglera gasuttaget på Hakim.